# Eiji Otsuka
Eiji Ōtsuka (大塚 英志, Ōtsuka Eiji, 28 de agosto de 1958 en Tanashi, Tokio, Japón) es un antropólogo social y novelista además de crítico, ensayista y autor de varios exitosos libros de no ficción japoneses y sobre las subculturas "otakus". 

## Biografía
Graduado de la universidad con un título en antropología, el folclore de la mujer, el sacrificio humano y el manga de la posguerra.
Como crítico, resumió el caso de los asesinatos de 1972 del ejército rojo japonés como un conflicto entre los principios masculinos y femeninos.
A pesar de ello, el nombre de como Eiji Ōtsuka está estrechamente relacionado con el manga o cómic japonés con trabajos como "Manga no Koro" ("La estructura del manga") en el que realizó en 1988 un serio estudio sobre el manga japonés y su repercusión en la sociedad o el OVA lolicon hentai Mahō no Rouge Lipstick, pero sobre todo su labor como guionista siendo una de sus series más populares el thriller "MPD Psycho".

## Manga

### Madara
Es la serie debut del guionista y para la cual se sirvió para el dibujo del talento de Sho-U Tajima con el que colaborará posteriormente para crear MPD Psycho. Se compone de 12 volúmenes que comenzaron a publicarse en 1988 y fue llevado al anime en 1991 en un OVA.
Es curioso el hecho de que este manga fue publicado en Japón en el orden de lectura occidental, es decir, de izquierda a derecha, ya que sus autores deseaban experimentar con esta presentación narrativa.
El héroe titular de Madara es hijo del tiránico emperador Miroku, el cual, según una profecía, será destronado por su propio vástago, que además abrirá las puertas que conectan el mundo real de los humanos con el reino fantástico de Agalta. Miroku ordena que se le corten las extremidades a su hijo, para así impedir que la profecía se cumpla. El cuerpo del bebé es arrojado al río, pero es rescatado por un herrero, Tatara, quien lo adopta y lo bautiza como Madara. Dotado de miembros artificiales, Madara crece y se convierte en un intrépido guerrero que inicia un largo viaje con objeto de encontrar las partes de cuerpo que le fueron arrebatadas y de derrocar a Moriku.

### MPD PSYCHO
MPD Psycho cuyo nombre original es Tajuujinkaku Tantei Psycho es un manga del género seinen manga que destaca por una trama realmente compleja e intrigante además del excelente dibujo de Sho-U Tajima (conocido mundialmente por su trabajo en la parte animada de la película Kill Bill Vol.1 del director Quentin Tarantino). Fue publicada por primera vez en la revista Shonen Ace en 1997 y se trata de una serie abierta de la cual podemos encontrar en España hasta el tomo 13 gracias a la editorial Glénat. Además este fantástico manga basó una serie de actores reales y una película dirigida por Takashi Miike, ambas con el mismo nombre.
MPD son las siglas de Multiple Personality Detective -o Tajû Jinjaku Tantei en japonés- que designan la principal característica del inspector Yôsuke Kobayashi, el cual padece el Síndrome de Personalidad Múltiple, lo que podría calificarse como una “multiesquizofrenia”, a causa de lo cual se ve acusado de un asesino el cual es en realidad obra de su “otro yo”, Kazuhiko Amamiya. Aparecen nuevos asesinos psicópatas, todos ellos con una cualidad común: Un código de barras en la parte baja del ojo izquierdo (característica que también posee Yôsuke Kobayashi) llegando a ser niños incluso, denominados como una nueva generación más perfeccionada y uno de ellos decisivo en la trama, Tetora Nishizono, que en vez de código de barras lleva grabado la palabra LUCY. Esto se refiere a que todos ellos están interrelacionados por un hombre que desarrolló un estilo cultural en los 60's: Lucy Monostone, terrorista y psicópata, considerado el asesino perfecto, que fue asesinado y mutilado en 7 partes diferentes, Que mientras la ingeniería científica puede reconstruir su cuerpo, el desafío consiste en reconstruir su alma, al parecer sólo posible combinando ciertas personalidades, recreando las partes de Monostone, en un mismo recipiente, quien resulta ser el propio Yôsuke Kobayashi....

### Tantei Gishiki
Tantei Gishiki (Detective Ritual) es una colaboración con Ryusui Seiryoin, Chizu Hashii. Nuevamente nos encontramos con otro seinen publicado en la revista Shonen Ace (actualmente se sigue publicando en ella) por la cual, al igual que con MPD Psycho, ha apostado la editorial española Glénat.
En el año 2290, en Tokio, una poderosa asociación de detectives financiada por el Estado se encarga de resolver las causas criminales, relegando a la policía a un segundo plano. Aunque acaba de aparecer una nueva generación de detectives con poderes sobrenaturales que amenaza su supremacía. En esta atmósfera, se convoca el “ritual detective”, una oscura ceremonia de iniciación para ingresar en la Orden de los Caballeros Detectives que se realiza en una misteriosa isla que sólo aparece en días especiales.

### Kurosagi Shitai Takuhaibin
Kurosagi Shitai Takuhaibin (Kurosagi: Servicio de entrega de cadáveres) se trata también de un seinen manga que en España es publicado por Glénat. El dibujo queda a manos de Hôsui Yamazaki.
La serie trata de cinco estudiantes de una universidad budista con ciertas facilidades para interactuar con los muertos que montan una empresa para resolver sus asuntos pendientes.

### Brothers
El dibujo nuevamente es obra de Sho-U Tajima y a pesar de ser la combinación de estos dos autores algo "habitual" la historia se separa bastante de la línea de argumento a la que nos tienen acostumbrados.
Brothers está protagonizado por tres hermanos gemelos: dos varones, Shunpei y Kyoukei, y una chica, Anko; aunque todos poseen el mismo padre, los chicos nacieron de distinta madre que Anko, la cual falleció durante su parto. Al alcanzar los tres la adolescencia, surge una rivalidad entre Shunpei y Kyoukei, ya que ambos están enamorados de Anko, con lo que tiene lugar un muy peculiar triángulo amoroso.

### Otros Mangas
- Choutetsu Taitei Tesura
- Gyakusou Shoujo - Owaranai Natsuyasumi
- Hokushin Denki
- Japan (ITOH Mami)
- Kijima Nikki
- Leviathan
- Sacchan
- Todenka
- Tokyo Mikaeru
- Unlucky Young Men

- Datos: Q3049381